# Savion Glover

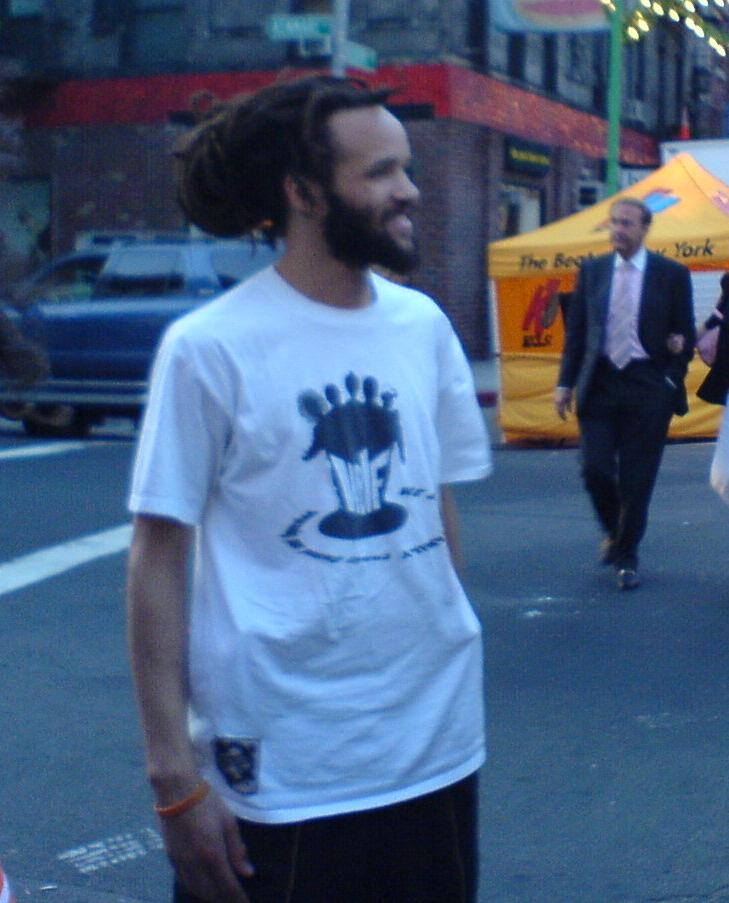
Savion Glover (2007)

Savion Glover (* 19. November 1973 in Newark, New Jersey) ist ein US-amerikanischer Stepptänzer, Schauspieler und Choreograf.

## Leben
Savion Glover bekam bereits im Alter von vier Jahren Schlagzeugunterricht, mit sieben Jahren nahm er seine ersten Unterrichtsstunden in Stepptanz. Sein Debüt am Broadway hatte er mit zwölf Jahren als Hauptdarsteller der Show The Tap Dance Kid. 1989 hatte er seine erste Filmrolle in Tap Dance. Hier steppte und spielte er neben Stepptanzstars wie Gregory Hines und Sammy Davis Jr. Von 1990 bis 1995 trat er in der Sesamstraße auf. Berühmt wurde er mit der Show „Bring in Da Noise, Bring in Da Funk“ (1995), die lange Zeit am Broadway lief. Hierbei brachte er den Stepptanz, dessen musikalischer Schwerpunkt über Jahrzehnte auf der Jazzmusik lag, mit Funk zusammen. 1996 arbeitete Glover mit Prince zusammen und ist auf seinem Album Emancipation in dem Song Joint 2 Joint mit Stepptanz zu hören. Mit Hilfe der Technik des Motion Capture übertrug Glover im Animationsfilm Happy Feet (2006) seinen Tanz auf den steppenden Pinguin Baby Mumble.

## Filmografie (Auswahl)
- 1989: Tap Dance
- 1994: Sesame Street Jam: A Musical Celebration (Fernsehfilm)
- 2000: It’s Showtime (Bamboozled)
- 2001: Bojangles (Fernsehfilm)
- 2006: Happy Feet (Choreografie und Motion Capture für „Mumble“)
- 2011: Happy Feet 2 (Choreografie und Motion Capture für „Mumble“)

## Ehrungen
- 1991 wurde Glover mit dem „Martin Luther King, Jr. Outstanding Youth award“ ausgezeichnet.
- 1996 gewann er einen Tony Award als bester Choreograf für die Show „Bring in Da Noise, Bring in Da Funk“.